# Nazareno de San Pablo
El Nazareno de San Pablo es una advocación de Jesucristo que se venera en la basílica de Santa Teresa de la ciudad de Caracas (Venezuela).
Se trata de una obra escultórica del siglo XVII atribuida al escultor Felipe de Ribas, que fue tallada en Sevilla en madera de pino de Flandes, y representa a Jesucristo cargando la cruz, contemplando por tanto la séptima estación del Viacrucis. Realiza su estación de penitencia el día de Miércoles Santo en una procesión que dura entre tres y cuatro horas.

## Historia
La imagen del Nazareno de San Pablo, es la de devoción de todo hijo de Caracas. Es una talla en madera de pino flandes de Sevilla , España, posiblemente de Felipe de Ribas en el siglo XVII. Dice la tradición que el escultor, después de terminar de tallar la imagen, el Nazareno se le aparece y le dice: "Donde me has visto que tan perfecto me has hecho".
Fue llevada a Caracas, recibiendo veneración primeramente en la iglesia de San Pablo Ermitaño, y de ahí viene su nombre de Nazareno de San Pablo. Cuenta la leyenda que, en el año 1696, azotó la ciudad una epidemia de peste del vómito negro o escorbuto, y por la devoción popular hacia la imagen, fue sacada en rogativa. Durante la procesión pasó por un huerto cercano a su templo, sembrado de limoneros, y un racimo de limones quedó enredado entre la corona de espinas del nazareno, cayendo algunos al suelo. Los devotos los recogieron, dándolos como medicina a los enfermos, quienes sanaron prontamente.
Los orígenes de la tradición se remontan a la fundación de la Cofradía Jesús Nazareno y Nuestra Señora del Monte Carmelo, de fecha 14 de julio de 1666, basada en las constituciones de una cofradía homónima mexicana fechadas 2 de junio de 1665. Entre ellas se incluyó la ordenanza número siete de sacar en procesión al Nazareno que se hallaba en el Hospital de San Pablo de Caracas. Años más tarde, el 17 de julio de 1674, los miembros de la Cofradía solicitaron al obispo fray González de Acuña que autorizara cambiar la procesión del Miércoles Santo a otro día de la Semana Mayor porque "los fieles no podían hacerla con lucimiento". El obispo se negó al cambio, pero aceptó que se cambiara la hora de la procesión, pautada entre nueve y diez de la noche, con la condición de que la talla estuviera "desembocada de la iglesia" a la hora de Ave María.
La imagen fue consagrada el 4 de julio de 1674 por fray González de Acuña, y recibió culto en la capilla del Hospital san Pablo hasta que en 1880 el presidente anticlerical Guzmán Blanco ordenó su derribo, levantando el mismo lugar el teatro municipal. El mismo presidente mandó erigir en honor a su esposa la Basílica de Santa Teresa, siendo trasladada la imagen a este nuevo templo, donde es venerada en la actualidad.
Recientemente se ha publicado la hipótesis que una escultura que embarcó el capitán Lorenzo de Lemos en Sevilla el 13 de junio de 1673, con destino al puerto de La Guaira, bien pudiera ser la actual imagen del Nazareno de San Pablo ("un cajón tosco con una hechura de Jesús Nazareno"). Realmente quién estuvo detrás del envío del Nazareno, fue su pariente, el capitán Antonio de Lemos, que era para el que trabajaba Lorenzo y era el que contaba con una red de contactos en dicha ciudad, y para quien realmente trabajaba. Antonio tuvo una larga trayectoria mercantil que lo catapultaría a ejercer el cargo de prior de icho consulado entre 1679 y 1682, siendo además un estrecho colaborador de Miguel de Mañara y el Hospital de la Caridad (Sevilla).

## Lugar de culto
En 1880, el Guzmán Blanco mandó destruir el templo de San Pablo ermitaño. Esto fue porque tenía problemas con los sectores católicos del país y con el clero de la Iglesia. Y en ese mismo sitio se levantó el Teatro Municipal que fue inaugurado en 1881.

## Iconografía
La rememoración del Nazareno tiene la particularidad de movilizar a los venezolanos desde grandes distancias, hacia las principales iglesias del país donde la tradición ha alcanzado un prestigio notable. Los devotos le pagan penitencia al Nazareno, acompañándolo en una procesión que dura 3 o 4 horas, todos los miércoles Santos.
Se trata de una de las imágenes que participa en las celebraciones de la Semana Santa en Caracas, realizando su estación de penitencia el día de Miércoles Santo en una procesión que dura entre tres y cuatro horas. Días antes de la celebración, los devotos adornan la imagen con cinco mil orquídeas. Para su salida procesional, es vestido con una túnica morada, bordada con hilo de oro, con los símbolos de la pasión, y adornada con decenas de perlas, así como por sortijas y otros exvotos.